# Место назначения неизвестно
«Место назначения неизвестно» (англ. «Destination Unknown») — детективный роман Агаты Кристи. Впервые опубликован в Великобритании издательством Collins Crime Club 1 ноября 1954 года и в США, издательством Dodd, Mead and Company в 1955 году под названием «Так много шагов до смерти» (англ. So Many Steps to Death).

## Сюжет
Хилари Крейвен, брошенная жена и мать погибшего ребёнка, планирует самоубийство в отеле в Марокко. Но вместо отравления большой дозой снотворного ей предложили провести опасную миссию: надо помочь найти пропавшего учёного-ядерщика, возможно, сбежавшего за «железный занавес». Вскоре она оказывается в группе туристов, которых везут в неизвестном направлении.

## Персонажи
- Мистер Джессоп, британский секретный агент
- Томас Беттертон, исчезнувший молодой учёный
- Олив Беттертон, его жена
- Борис Глидр, двоюродный брат Эльзы, первой жены Томаса Беттертона
- Хилари Крейвен, главная героиня
- Миссис Келвин Бейкер, американская туристка
- Дженет Хетерингтон, английская туристка
- Мистер Аристидес, один из богатейших людей мира
- Эндрю Питерс, молодой химик-исследователь
- Торквил Эриксон, норвежский идеалист
- Доктор Луи Баррон, французский учёный-бактериолог
- Хельга Нитхем, немецкий учёный
- Пауль Ван Хейди, генерал